# محمد بن سلمان آل سعود
محمد بن سلمان آل سعود (زادهٔ ۳۱ اوت ۱۹۸۵) حاکم دفاکتو پادشاهی عربستان سعودی است و همچنین ولیعهد و نخست‌وزیر محسوب می‌شود. او وارث بلافصل تاج‌وتخت عربستان سعودی و هفتمین پسر پادشاه سلمان بن عبدالعزیز آل سعود است. او همچنین به عنوان رئیس شورای امور اقتصادی و توسعه و شورای امور سیاسی و امنیتی فعالیت می‌کند و از سال ۲۰۱۵ تا ۲۰۲۲ وزیر دفاع بود. 
محمد، فرزند نخست سلمان بن عبدالعزیز، پادشاه عربستان، از همسر سوم او، فهده بنت فلاح الحثلین است. پس از اخذ مدرک حقوق از دانشگاه ملک سعود، در سال ۲۰۰۹ به عنوان مشاور پدرش مشغول به کار شد. پس از به پادشاهی رسیدن پدرش در سال ۲۰۱۵، به مقام ولیعهد دستیار و وزیر دفاع منصوب شد و سپس در سال ۲۰۱۷ به مقام ولیعهدی ارتقا یافت. او سپس کنترل بر شرکت ملی نفت سعودی آرامکو را به دست آورد. محمد در سال ۲۰۲۲ جانشین پدرش به عنوان نخست‌وزیر شد.
از زمان انتخاب محمد بن سلمان به عنوان ولیعهد در سال ۲۰۱۷، او مجموعه‌ای از اصلاحات اجتماعی و اقتصادی را اجرا کرده است. این اصلاحات شامل کاهش نفوذ نهادهای مذهبی وهابی با محدود کردن اختیارات پلیس مذهبی، بهبود حقوق زنان، لغو ممنوعیت رانندگی زنان در سال ۲۰۱۸، و تضعیف نظام قیمومیت مردانه در سال ۲۰۱۹ است. با این حال، او همچنان فعالان حقوق زنان را سرکوب می‌کند. برنامه چشم‌انداز ۲۰۳۰ او با هدف کاهش وابستگی اقتصاد عربستان به نفت از طریق سرمایه‌گذاری در بخش‌هایی مانند فناوری و گردشگری طراحی شده است. با وجود تلاش‌ها برای تنوع‌بخشی به اقتصاد، اقتصاد عربستان همچنان به شدت به نفت وابسته است.
در دوره حکومت محمد، عربستان سعودی سیاست خارجی «تهاجمی» را دنبال کرده است که با هدف افزایش نفوذ منطقه‌ای و بین‌المللی این کشور و جذب سرمایه‌گذاری خارجی بیشتر طراحی شده است. این کشور سیاست‌های انرژی خود را با روسیه هماهنگ کرده، روابط خود با چین را تقویت نموده و ارتباطات دیپلماتیک و تجاری خود را با اقتصادهای نوظهور و قدرت‌های منطقه‌ای در آفریقا، آمریکای جنوبی و آسیا گسترش داده است. محمد طراح اصلی مداخله به رهبری عربستان سعودی در جنگ داخلی یمن بوده و در تشدید بحران دیپلماتیک قطر و همچنین مناقشه دیپلماتیک با کانادا در سال ۲۰۱۸ نقش داشته است.
محمد در راس حکومتی اقتدارگرا قرار دارد که در آن مخالفان سیاسی به‌صورت سیستماتیک از طریق روش‌هایی مانند زندان و شکنجه سرکوب می‌شوند. شهروندان به دلیل انتشار پست‌هایی در شبکه‌های اجتماعی که حتی به‌صورت ملایم سیاست‌های دولت را انتقاد می‌کنند، بازداشت می‌شوند. بین سال‌های ۲۰۱۷ تا ۲۰۱۹، او با اتهام فساد مالی، رقبای سیاسی و اقتصادی در میان نخبگان سعودی را حذف کرد و تا ۸۰۰ میلیارد دلار از دارایی‌ها و پول نقد آن‌ها را مصادره نمود، که این اقدام قدرت او را در سیاست عربستان تثبیت کرد. گزارش سال ۲۰۲۱ سازمان اطلاعات مرکزی آمریکا (سیا) تأیید کرد که محمد دستور قتل جمال خاشقچی، روزنامه‌نگار منتقد سعودی، را صادر کرده بود.

## اوایل زندگی
محمد بن سلمان در ۳۱ اوت ۱۹۸۵، در جده متولد شد. نام مادرش فهدة بنت فلاح بن سلطان آل حثلین العجمی و پدرش ملک سلمان بن عبدالعزیز پادشاه عربستان سعودی است. محمد بن سلمان بزرگ‌ترین پسر ملک سلمان از زن سوم او است.
محمد بن سلمان از سال ۲۰۰۹ فعالیت دولتی خود را در تشکیلات محلی ریاض آغاز کرد. در سالهای ۲۰۱۱ و ۲۰۱۲ وی به عنوان مشاور امور دولت مرکزی و مشاور پدرش سلمان بن عبدالعزیز ولیعهد وقت شد.

## ترقی در قدرت

### وزارت دفاع

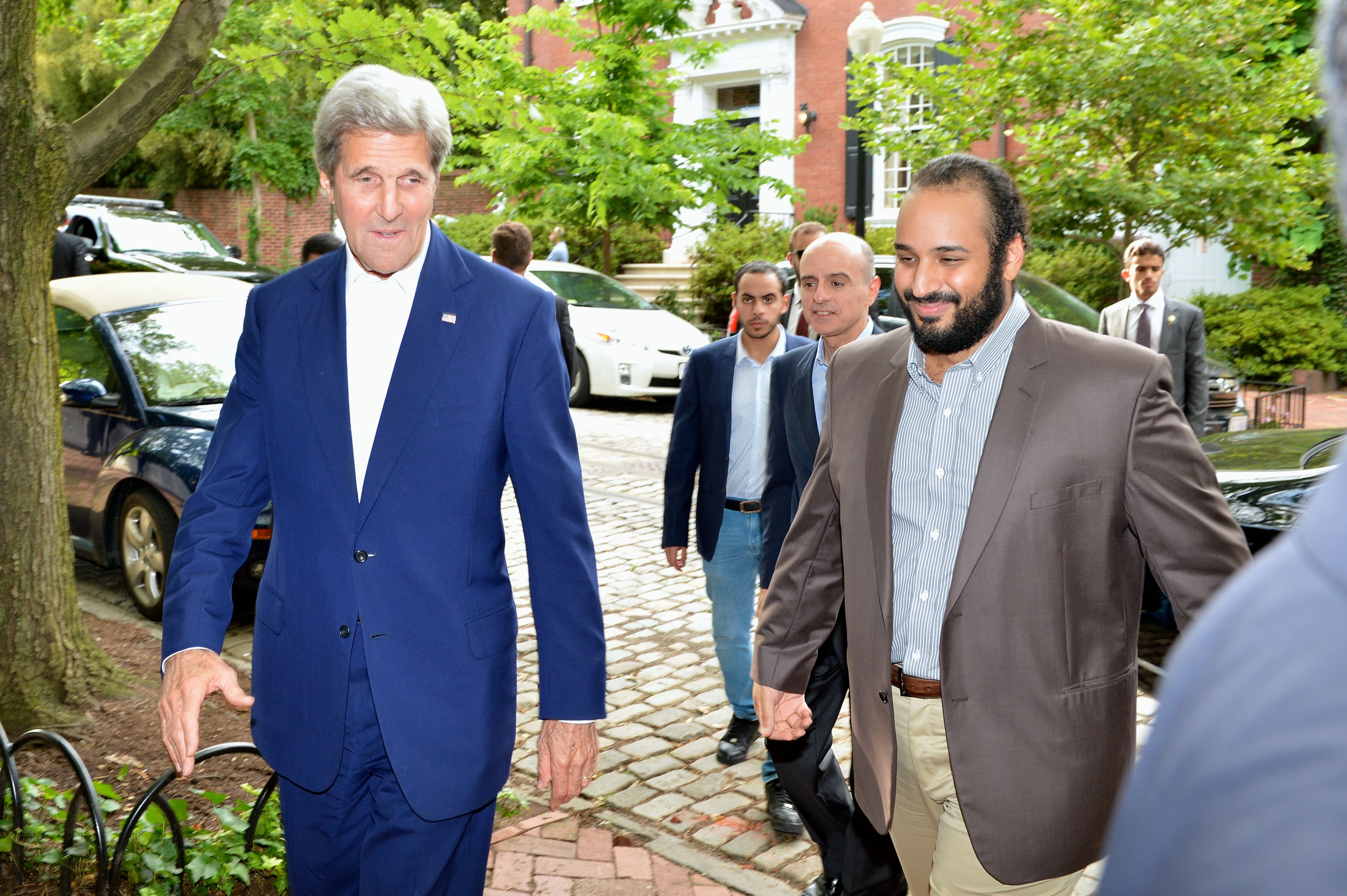
در دیدار با جان کری وزیر امور خارجه آمریکا پس از افطاری به دعوت کری در واشینگتن

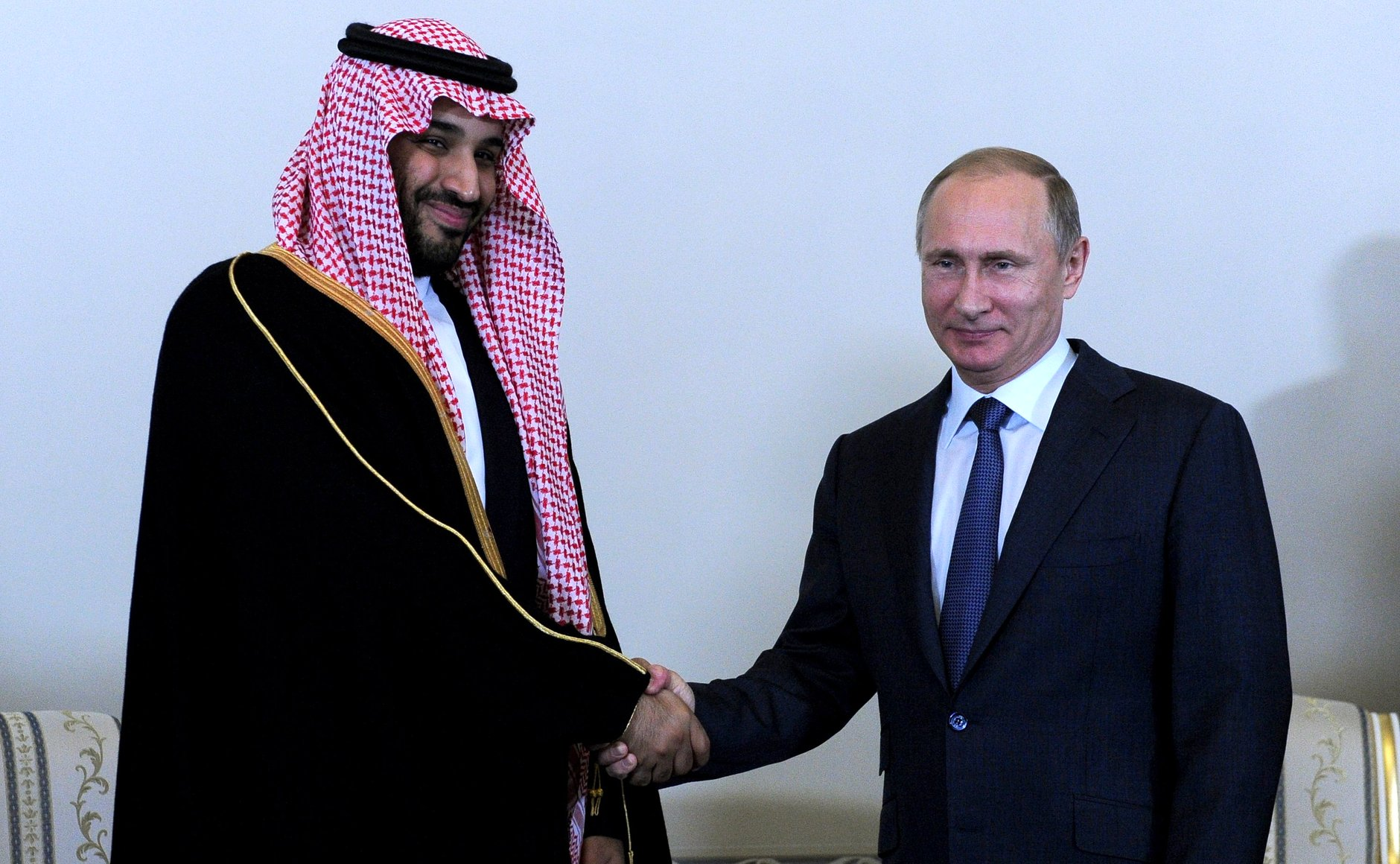
محمد بن سلمان در دیدار با پوتین رئیس‌جمهور روسیه

در ۲۳ ژانویه ۲۰۱۵، ملک عبدالله بن عبدالعزیز درگذشت، سلمان بن عبدالعزیز آل سعود قدرت را در دست گرفت و امیر محمد به وزارت دفاع منصوب شد. مدتی بعد سمت نایب ولیعهد و نایب دوم نخست‌وزیر به وی داده شد.
محمد بن سلمان در ماه‌های پس از رسیدن به وزارت در سفر به کشورهای دیگر و منجمله در دیدار از واشینگتن و مسکو با دونالد ترامپ و ولادیمیر پوتین، رئیسان جمهوری دو کشور دیدار داشت. این تمرکز ثروت در دستان محمد بن سلمان خشم برخی از بستگانشان را برانگیخته است.
عملیات طوفان قاطع در چارچوب مداخله نظامی در یمن به رهبری عربستان سعودی نخستین واقعهٔ مهم در دوره فعالیت او به عنوان وزیر دفاع بود، عملیاتی علیه شورشیان حوثی در یمن که درگیر جنگ داخلی یمن بوده‌اند. بن سلمان بدون همکاری با نیروهای امنیتی و اطلاع دادن به وزیر گارد ملی سعودی متعب بن عبدالله بن عبدالعزیز آل سعود، که خارج از کشور بود حمله را در مارس ۲۰۱۵ آغاز کرد. در جریان این کارزار امیر محمد برای تعطیلات به مالدیو رفت و وزیر دفاع آمریکا اشتون کارتر چند روز برای تماس با او با مشکل مواجه بود. بنابر گزارش‌ها سازمان ملل و گروه‌های حقوق بشری در این منازعه جنایت جنگی همچون بمباران‌های گسترده انجام شده که متهم به کشتن هزاران غیرنظامی است. این جنگ تاکنون برای پادشاهی سعودی میلیاردها دلار هزینه دربرداشته و بسیاری از زیرساخت‌های یمن را نابود کرده ولی در بیرون راندن شورشیان شیعه از پایتخت ناکام بوده. با این که امیر محمد این جنگ را به عنوان پیروزی سریعی بر شورشیان و راهی برای برگرداندن عبدربه منصورهادی به قدرت وانمود کرد، در عمل تبدیل به یک جنگ طولانی فرسایشی شده است.

### ولیعهدی و نیابت شورای وزیران
روز چهارشنبه ۲۱ ژوئن ۲۰۱۷، سلمان بن عبدالعزیز پادشاه عربستان سعودی، محمد بن سلمان را با حفظ سمت به عنوان وزیر دفاع به عنوان ولیعهد جدید این کشور معرفی کرد. وی جانشین محمد بن نائف، برادرزاده پادشاه می‌شود که تا کنون ولیعهد این کشور بوده است. محمد بن سلمان همچنین نایب رئیس شورای وزیران برگزیده شده است.
روز چهارشنبه ۲۱ ژوئن دونالد ترامپ رئیس‌جمهوری آمریکا، در تماس تلفنی با شاهزاده محمد بن سلمان، انتصاب وی به مقام ولیعهدی را تبریک و نسبت به تعمیق روابط میان دو کشور ابراز امیدواری کرد. کاخ سفید آمریکا اعلام کرد که در این تماس تلفنی، شاهزاده محمد بن سلمان و ترامپ بر سر مبارزه با کمک رسانی به تروریسم به توافق رسیدند.
شیخ تمیم بن حمد آل ثانی، امیر قطر ضمن ارسال پیامی به محمدبن سلمان انتصاب وی را به عنوان ولیعهد عربستان سعودی به وی تبریک گفت و برای بهبود روابط برادرانه دو کشور ابراز امیدواری کرد.

### تصفیه ۲۰۱۷
در ۴ نوامبر ۲۰۱۷، مطبوعات عربستان اعلام کردند ولید بن طلال، میلیاردر و شاهزاده سعودی که به کرات در رسانه‌های خبری انگلیسی زبان به عنوان میهمان حضور می‌یابد و از سهامداران عمده سیتی‌گروپ، نوز کورپ و توییتر، و نیز بیش از ۴۰ تن از امیران و وزرای حکومتی به خواست ولیعهد به دلیل اتهامات فساد و پولشویی بازداشت شده‌اند.
کارشناسان معتقدند که با این کمپین‌ها، عربستان سعودی پای خود را به سمت گذار به اقتصاد بازار آزاد گذاشته و برای تشویق سرمایه‌گذاری‌هایی که ستون فقرات اقتصاد عربستان برای فاز پسا نفتی هستند، مطابق با چشم‌انداز ۲۰۳۰ تلاش می‌کند.
محمد بن سلمان معتقد است که فساد منجر به هدر رفتن منابع و فرصت‌های رشد اقتصادی و عدم همگامی با اقتصاد جهانی می‌شود و خویشاوندسالاری مهم‌ترین مانع است که توسعه ملی را مختل و ایجاد توسعه پایدار را به تأخیر می‌اندازد.

### نخست‌وزیر
در ۲۷ سپتامبر ۲۰۲۲، محمد از سوی ملک سلمان به عنوان نخست‌وزیر منصوب شد. به‌طور سنتی، پادشاه عنوان نخست‌وزیر را داشته است.

## حکومت
ایدئولوژی محمد ملی‌گرایانه و عوام‌گرایانه، با یک رویکرد محافظه‌کارانه نسبت به سیاست، و یک موضع لیبرالیستی نسبت به مسایل اقتصادی و اجتماعی توصیف شده است. این ایدئولوژی شدیداً تحت تأثیر مشاور سابقش سعود القحطانی و حاکم ابوظبی، محمد بن زاید آل نهیان بوده است. شیوه حکمرانی او توسط رولا جبرئیل خبرنگار بسیار بی‌رحمانه و توسط جمال خاشقچی و تیودور وینکلر اقتدارگرایانه توصیف شده است.
در ژانویه ۲۰۱۵، محمد به عنوان رئیس شورای جدید التاسیس امور اقتصادی و توسعه، که جایگزین کمیسیون منحل شده عالی اقتصادی شده بود، معرفی شد. در آوریل ۲۰۱۵، در پی انتصاب محمد به عنوان ولی ولی عهد کنترل آرامکو با فرمان سلطنتی به او داده شد.
در دسامبر ۲۰۱۷، محمد تصیمیم به رسمیت شناختن اورشلیم به عنوان پایتخت اسرائیل توسط آمریکا را محکوم کرد. در مارس ۲۰۱۸, او از ترکیه به عنوان بخشی از «مثلث شر» در کنار ایران و اخوان‌المسلمین یاد کرد. در سال ۲۰۱۸, او حمایت خود را از یک میهن یهودی اسرائیل اعلام کرد. این اولین باری است که یک شاهزاده ارشد سعودی چنان گرایش‌هایی را علناً ابراز می‌کند. در سپتامبر ۲۰۱۹، او برنامه بنیامین نتانیاهو نخست‌وزیر اسرائیل را برای الحاق بخش شرقی اشغالی کرانه باختری موسوم به دره اردن محکوم کرد.
در دوره رهبری محمد، عربستان سعودی روابط خود را با ولادیمیر پوتین رهبر روسیه تحکیم کرده است. در سال ۲۰۱۶, توافقی با روسیه برای همکاری در بازارهای جهانی نفت امضا کرد. پس از این که محمد به قتل جمال خاشقجی متهم شد، پوتین یکی از معدود رهبران جهان بود که محمد را پذیرفت. . در سال ۲۰۲۱, محمد با روسیه یک توافق همکاری نظامی امضا کرد.

## نقش دین
محمد در حین تسلط یک جنبش دینی پویا بر کل زندگی عمومی در عربستان سعودی به ولیعهدی رسید، سلطه‌ای که ناشی از نفوذ مطلق جنبش بر آموزش، فرهنگ، رسانه و قوه قضائیه بود. کشور دارای یک تعهد دینی بود که ماهیت جامعه عربستان را تحت تأثیر قرار داده و تصویری متفاوت از واقعیات جامعه را نیز منعکس می‌کرد.

### قرآن و حدیث
در مصاحبه‌ای با شاهزاده بن سلمان که در ۲۷ آوریل ۲۰۲۱ در پنجمین سالگرد اعلام چشم‌انداز ۲۰۳۰ وی گفت که سعودی در جنبه‌های حقوقی: «مجبور به اجرای مفاد قرآن و مفاد حدیث متواتر، و در مورد احادیث آحاد به اعتبار آنها می‌نگرد، و به «اخبار» مطلقاً نمی‌نگرد، مگر اینکه مصلحت روشنی برای مردم داشته باشد.» «هیچ مجازاتی مقرر نمی‌کنیم مگر آنچه صراحتاً در نص قرآن باشد.» وی با اشاره به اینکه قرآن قانون اساسی سعودی است گفت لازم نیست حکومت افراد را در امری که خداوند برای آن مجازات دنیوی مقرر نکرده است بازخواست کند.

### نقش وهابیت
وی در پاسخ به این سؤال که آیا تفاسیر قرآن و حدیث مورد استفاده برای حکومت سعودی لزوماً توسط مکتب محمد ابن عبدالوهاب صادر خواهد شد یا نه، گفت: لازم نیست حکومت فقط تفاسیر یک مکتب فقهی یا یکی از علما را برای اجرای احکام اسلام در نظر بگیرد، چون اینکار قداست بخشی به انسان و بستن باب اجتهاد است، در حالی که «لم یضع الله حجابًا بینه و بین الناس» یا «خداوند بین خود و مردم فاصله قرار نمی‌دهد».

### مفهوم میانه‌روی
در ۲۷ آوریل ۲۰۲۱ وقتی از محمد در مورد مفهوم میانه‌روی سؤال شد، گفت: «[کلمه] اعتدال بسیار گسترده است، فقهای مسلمان بیش از ۱۰۰۰ سال در مفهوم اعتدال جهد کرده‌اند». و او از توضیح ساده این کلمه عاجز است، اما برای روشن شدن مفهوم اشاره کرد: «التزام به قانون اساسی پادشاهی عربستان سعودی، یعنی قرآن و سنت که اساس آن را تشکیل می‌دهد. سیستم حکومتی در عربستان سعودی… و کاربرد آن به‌طور کامل و در یک مفهوم گسترده که همه را در بر می‌گیرد.»
وی در مورد اصطلاح اسلام میانه‌رو گفت که استفاده از اصطلاح اسلام میانه‌رو ممکن است افراط گرایان و تروریست‌ها را خوشحال کند، زیرا ممکن است اشاره کنند که عربستان سعودی و سایر کشورها [که اعتدال را پذیرفته‌اند] در تلاش هستند تا اسلام را به چیز جدیدی تبدیل کنند. در حالی که این بازگشت به اصل و ریشه اسلام است «آموزه‌های راستین اسلام که رسول اکرم صلی الله علیه و آله و سلم و چهار خلیفه راشدین به وسیله آن زندگی می‌کردند، جوامعشان باز و صلح‌آمیز بود و در آن مسلمانان در کنار مسیحیان و یهودیان زندگی می‌کردند، و این آموزه‌ها ما را به احترام به فرهنگ‌ها و مذاهب مختلف راهنمایی کردند.»

### مبارزه با تندروی دینی
محمد بن سلمان اقدامات بسیاری را برای مبارزه با افراط گرایی مذهبی در پادشاهی سعودی انجام داد و این اقدامات با هدف پایان دادن به جنبش صحوه در عربستان انجام شد. ناظران می‌گویند افراط گرایی به دلیل سیاست‌های بن سلمان به سمت آنچه که او آموزه‌های واقعی اسلام می‌داند و می‌گوید فرهنگ کثرت گرایی فکری و گشودگی بسمت همه ادیان و سنت‌ها و مردمان جهان است کاهش یافته است. جنبش صحوه در عربستان یک جنبش فکری، اجتماعی، سیاسی اسلامی است که با حمایت گروهی از مبلغان به وجود آمد. صحوه که در دهه هشتاد قرن بیستم ظاهر شد. به گفته بن سلمان، یک وضعیت غیرعادی بود که از بیرون وارد جامعه عربستان شد و از طریق کنترل نظام آموزشی، شروع به گسترش آنچه او اسلام «غیر میانه‌رو» می‌خواند، کرد و عربستان مورد تهاجم گروه‌های افراطی از جمله اخوان المسلمین و انقلاب ایران قرار گرفت.
بن سلمان با بیان اینکه جامعه عربستان به ویژه جوانان قربانی صحوه شدند، قول داد با پایان دادن به آن جامعه سعودی را آزاد کند. وی افزود: «۷۰ درصد مردم عربستان سعودی مردان و زنان جوان زیر سی سال هستند و صراحتاً می‌گویم ما برای از بین بردن تندروی دینی سی سال وقت تلف نخواهیم کرد بلکه امروز و بلافاصله آنها را نابود خواهیم کرد. وی گفت: هیچ کشوری در جهان نمی‌پذیرد که یک گروه افراطی کنترل سیستم آموزشی آن را در دست داشته باشد. او در مصاحبه با برنامه شصت دقیقه سی بی اس گفت: ما از سال ۱۹۷۹–۱۳۵۷ قربانی تندروی دینی شده‌ایم و می‌خواهیم به وضعیت طبیعی قبلی برگردیم که مثل کشورهای عرب منطقه زنها بتوانند رانندگی کنند و در همه جا کار کنند و سینما داشته باشیم. تندروها جداسازی جنسی انجام می‌دهند ولی این برخلاف جامعه پیامبر اسلام است. او گفت زنها و مردها هر دو باید جامه‌های سنگین بپوشند ولی کسی نباید زنها را مجبور به پوشیدن نوع خاصی از پوشش کند آنها خود تشخیص می‌دهند چه نوع لباسی مناسب است.
در ۳۰ آوریل ۲۰۱۷، محمد بن سلمان مرکز جنگ فکری وزارت دفاع عربستان را برای مقابله با ریشه‌های افراط گرایی و تروریسم و گسترش فرهنگ تساهل اسلامی راه اندازی کرد. در ۲۱ می ۲۰۱۷ ملک سلمان مرکز جهانی مبارزه با ایدئولوژیهای افراطی ریاض را با حضور دونالد ترامپ، ولیعهد و جمعی از سران کشورهای جهان افتتاح کرد، این مرکز با مبارزه فکری، رسانه ای و دیجیتالی با افراط گرایی و با ترویج ارزش‌های همزیستی و تساهل در میان مردم دنیا به تمامی زبان‌ها به همه جهان کمک می‌کند.
مقامات آمریکایی تمایل شدیدی به اقدامات بیشتر عربستان برای مبارزه با گروه‌های افراطی و تروریستی ابراز کرده و از همتایان سعودی خود خواسته‌اند تا در مشروعیت زدایی از ایدئولوژی مذهبی افراطی در عربستان با شدت بیشتری اقدام کنند.
وی در سال ۲۰۲۰ گفت: "من در سال ۲۰۱۷ قول دادم که فوراً افراط گرایی دینی را از بین می‌بریم. ظرف یک سال توانستیم یک پروژه ایدئولوژیکی ۴۰ ساله را نابود کنیم. افراط گرایی دیگر در عربستان پذیرفته نیست و مطرود گیر شده است. مردم سعودی انزجار از این عقاید را که از خارجه با ردای دین آمده بود به اثبات رساند. " وی افزود: "نفرت‌پراکنی انگیزه اصلی جذب افراط گرایان است و از آزادی بیان و حقوق بشر به عنوان توجیه خود استفاده می‌کند. پادشاهی سعودی ضمن رد اقدامات تروریستی متعهد به مقابله با گفتمان افراط گرایی نیز هست. اسلام تروریسم را جرم انگاری کرده، خونریزی را ممنوع و خیانت و کشتار ناعادلانه مردم بی گناه را ممنوع کرده است. امیدواریم جهان از بی احترامی به مذاهب و حمله به نمادهای مذهبی و ملی تحت لوای آزادی بیان دست بردارد، زیرا این امر باعث ایجاد محیط مناسب برای رشد افراط گرایی و تروریسم می‌شود."

### محدود کردن هیئت امر به‌معروف و نهی از منکر (گشت ارشاد)
محمد بن سلمان نقش کمیته امر به‌معروف و نهی از منکر را که به خودسری و سخت‌گیری در قبال زنان معروف بودند و مرگهای زیادی در اثر گشت زنی آنها ثبت شده بود را محدود کرد. کشته شدن ۱۵ دانش آموز دختر در آتش‌سوزی در یک مدرسه دخترانه در مکه در ۱۱ مارس ۲۰۰۲، پس از اینکه گشت امر به‌معروف از ورود مردان آتش‌نشان و آمبولانس به مدرسه به بهانه نامحرم بودن جلوگیری کردند. یا در ماه فوریه ۲۰۱۶، که وزارت کشور از دستگیری اعضای این کمیسیون پس از خشونت به یک دختر در نزدیکی یک مرکز خرید در ریاض خبر داد و انتشار ویدئوهایی که نشان می‌داد دختر را تعقیب و در حالی که روی زمین دراز شده، او را کتک می‌زنند و بر روی زمین می‌کشانند، جنجال گسترده‌ای در شبکه‌های اجتماعی به راه انداخت.کنترل کیفری و اداری، بازداشت، پیگیری، تعقیب، دستگیری، بازجویی، احراز هویت، تحقیقات و دستگیری از این کمیته گرفته شدند و به پلیس واگذار شدند.

## اصلاحات

### اصلاحات داخلی
بن سلمان برای توسعه زیرساخت کشور و رهایی از اقتصاد وابسته به نفت، سند چشم‌انداز ۲۰۳۰ را تدوین نمود که جزئیات آن در ۲۵ آوریل ۲۰۱۶ توسط ولیعهد اعلام شد. طرح‌ها شامل ۸۰ پروژه هستند که هر کدام از ۳٫۷ تا ۲۰ میلیارد دلار هزینه دارند. حدود ۷۶ درصد صادرات عربستان را نفت و مواد نفتی و حدود ۱۵ در صد صادرات را محصولات شیمیایی و پتروشیمی تشکیل می‌دهد که آن هم وابسته به نفت است.
اجازه شرکت دختران در زنگ ورزش مدارس، حضور زنان در ورزشگاه به بهانه سالگرد جشن سالگرد تشکیل کشور سعودی، صدور فرمان پادشاه برای اعطای آزادی حق رانندگی زنان، انتخاب ریما بنت بندر آل سعود به عنوان سخنگوی وزارت عربستان در واشینگتن، انتخاب یک زن برای اولین بار به سمت معاون شهرداری برای استان الخبر و پخش موسیقی خواننده زن مشهور جهان عرب، آزادی واردات نوشیدنی الکلی به عربستان و آزاد کردن سینما از جمله اولین اقدامات بنیادین اصلاحات فرهنگی و اجتماعی او بوده است.

#### حق رانندگی زنان
عربستان تنها کشوری در جهان بود که در آن از رانندگی زنان جلوگیری می‌شد و ممنوعیت رانندگی زنان عملاً به دلیل نبود صدور گواهینامه رانندگی بود و هیچ قانون صریحی در عربستان برای منع رانندگی زنان وجود نداشت. در ۱۶ آوریل ۲۰۱۶، در مصاحبه با مجله اقتصادی بلومبرگ محمد بن سلمان فاش کرد که هیچ مشکل دینی در مورد رانندگی زنان وجود ندارد و مشکل از کسانی است که حقایق مذهبی را تحریف می‌کنند تا زنان به حقوق کامل خود که اسلام برای آنها تضمین کرده است، نرسند. لغو ممنوعیت رانندگی زنان در عربستان سعودی در ۲۶ سپتامبر ۲۰۱۷، سه ماه پس از ولیعهدی بن سلمان، طبق فرمان ملک سلمان صادر شد. اولین گواهینامه رانندگی برای یک زن سعودی در ۴ ژوئن ۲۰۱۸ صادر شد.

#### لغو نظام سرپرستی زنان
رویه لغو سیستم قیمومیت زنان در سال ۲۰۱۶ میلادی توسط محمد بن سلمان آغاز شد، او در ۱ آوریل ۲۰۱۸ به مجله آتلانتیک گفت: «قبل از سال ۱۳۵۷ش-۱۹۷۹م، آداب و رسوم اجتماعی انعطاف‌پذیرتری وجود داشت و قوانین قیمومیت در عربستان وجود نداشت.» اینها مجموعه‌ای از قوانین پراکنده بودند که از اواخر دهه هفتاد میلادی در مورد محدود کردن زنان وضع شدند. این قوانین حوزه‌های مختلف حقوق بشر از جمله بهداشت، آموزش، کار، ازدواج، قضاوت، رفت و آمد و سفر را در بر می‌گیرند و تصریح می‌کنند که زن نمی‌تواند امور خود را به عهده بگیرد و به مردی نیاز است که برای او تصمیم بگیرد. این قوانین محدوده سنی برای زن تعیین نکرده و سن قانونی نیز برای مرد قیم تعیین نکرده و حتی یک پسربچه در خانواده واجد شرایط کفالت محسوب می‌شود. بن سلمان گفته است که بسیاری از تندروی‌های دینی عربستان پس از سال ۱۳۵۷ در اثر انقلاب ایران به‌وجود آمدند. او در مورد حجاب اجباری گفته است که زنها و مردها هر دو باید جامه‌های سنگین بپوشند ولی کسی نباید زنها را مجبور به پوشیدن نوع خاصی از لباس کند، آنها خود تشخیص می‌دهند چه نوع لباسی مناسب است.
سیستم قیمومیت در عربستان سعودی به عنوان «دیوار برلین» توصیف شده است و دولت سعودی در اجرای چشم‌انداز عربستان سعودی ۲۰۳۰ که برنامه ولیعهد برای اصلاحات شامل بهبود شرایط زنان و مراقبت از آن‌ها از طریق معرفی به عرصه‌های کار و به عهده گرفتن نقش و مناصب مؤثر که باعث پیشرفت و اصلاح در اقتصاد پادشاهی باشد است. بن سلمان متعهد به برابری زن و مرد، به ویژه در مورد حقوق، فرصت‌ها و دستمزدها است.
روزنامه انگلیسی اکونومیست در ۳۰ سپتامبر ۲۰۱۷ نوشت این طرح‌ها و تصمیم‌ها در مورد زنان تمایل صریح محمد بن سلمان به کاهش سیستم سرپرستی زنان و شاید پایان کامل آن در عربستان را نشان می‌دهد.
بن سلمان در مصاحبه ای با شبکه سی بی اس در ۱۶ مارس ۲۰۱۸ گفت: «ما راه بسیار طولانی را پیموده‌ایم و تنها راه کوتاهی باقی مانده است.» وی در پاسخ به سؤالی مبنی بر لغو نظام سرپرستی مدافعان این نظام و مخالفان اختلاط جنسیت در محل کار را افراط گرا توصیف کرد و گفت: روش این تندروها با روش رسول خدا و خلفا که در جامعه آنها زن و مرد مشارکت فعال داشتند منافات دارند. وی گفت به زودی به زنان عربستان اجازه داده خواهد شد که برای پوشیدن «عبای سیاه» آزاد باشند چون هیچ نصی ای وجود ندارد که عبا یا روسری زن سیاه باشد.
دولت سعودی قوانین متعددی تصویب کرد و بخش زیادی از سیستم قیمومیت زنان را لغو کرد، این قوانین به زنان اجازه ورود به استادیوم‌ها، تئاترها و سینماها و حق برخورداری از بورس تحصیلی و تحصیلات در خارج از کشور و کار در زمینه‌های مختلف از جمله عرصه دیپلماسی و تصدی مناصب عالی را تضمین می‌کنند.
در فوریه ۲۰۱۹ شاهزاده ریما بنت بندر به عنوان «سفیر عربستان در ایالات متحده آمریکا» و اولین زن سعودی منسوب به یک پست مهم در تاریخ عربستان منصوب شد.
در ۳۰ ژوئیه ۲۰۱۹، ملک سلمان مجدداً مجموعه ای از اصلاحات را انجام داد. از جمله اصلاحاتی که در ۲ اوت ۲۰۱۹ در روزنامه ام القری منتشر شد و در پایان اوت همان سال لازم الاجرا شد: حق زن سعودی برای گرفتن گذرنامه، حق او برای سفر پس از رسیدن به سن ۲۱ سالگی بدون محدودیت یا شرط، حق او برای درخواست ثبت تولد فرزندش، حق او برای درخواست گرفتن پرونده خانوادگی خود از اداره وضعیت مدنی و حق او برای سرپرستی خانواده درست مانند یک مرد.

### اصلاحات آموزشی
در ۱۵ سپتامبر ۲۰۲۱، محمد بن سلمان برنامه توسعه ظرفیت انسانی را که یکی از برنامه‌های تحقق چشم‌انداز ۲۰۳۰ است، با هدف اصلاح نظام آموزشی راه اندازی کرد. این برنامه شامل: "۸۹ ابتکار با هدف دستیابی به ۱۶ هدف استراتژیک چشم‌انداز ۲۰۳۰ است.
برنامه شامل سه رکن اصلی است:
1. توسعه یک پایه آموزشی محکم و منعطف برای همه
2. آماده‌سازی افراد برای بازار کار آینده برای کار در کشور و جهان
3. کمک به ارتقای ارزش‌های: اعتدال و مدارا، جدیت و استقامت، نظم و تسلط بر نفس

هدف کلی برنامه دستیابی به ارزش‌های شهروند جهانی و ارتقای رقابت پذیری و ارتقای قابلیت‌های یک شهروند سعودی، همان‌طور که در تعریف برنامه آمده می‌باشد.

### اصلاح نظام قضایی
در طول دهه‌ها، قوه قضاییه سعودی به دلیل «روند آهسته دادرسی» و «ابهام در سازوکار صدور احکام» و «نبود ضمانت اجرایی» مورد انتقاد حقوق بشر قرار گرفته بود.
فقدان یک نظام حقوقی جامع قانونی -شرعی در قوه قضایی عربستان باعث می‌شد قضات قبل از صدور حکم بدون در نظر گرفتن یک رویه متصل قضایی برای هر مورد مستقلاً اجتهاد می‌کردند و احکام قبلی را چه از سوی خود و چه از جانب دیگران بود نادیده می‌گرفتند. این روش تفاوت‌های زیادی در تفسیر ایجاد می‌کرد و حتی در پرونده‌های مشابه احکام متفاوتی صادر می‌شد.
محمد بن سلمان در ۸ فوریه ۲۰۲۱ گفت «احکام قضایی پاسخگوی نیازها و خواسته‌های جامعه نیست.»
عربستان یک طرح گسترده اصلاحات در زمینه حقوق بشر را شروع کرد که اختیارات قضات را کاهش می‌داد. احکام اعدام تعزیری برای افرادی که در زمان ارتکاب به سن ۱۸ سال نرسیده بودند تعلیق شد. این شامل عاملان جنایات تروریستی که احکام قطعی علیه آنها صادر شده بود هم شد. مجازات شلاق لغو و تصمیم به جایگزینی آن با حبس یا جزای نقدی یا با مجازات‌های جایگزین بر اساس مقررات گرفته شد.
در ۸ فوریه ۲۰۲۱، محمد بن سلمان از فقدان یک سیستم قانونی تخصصی توسط قوه قضاییه انتقاد کرد و گفت: «مغایرت قضاوت‌ها و عدم شفافیت در قواعد حاکم بر رویه‌ها منجر به دوره دادرسی طولانی شده است و در غیاب یک چارچوب قانونی روشن برای افراد و بخش تجاری در اجرای تعهدات خود مشکل ایجاد می‌کند.»
وی افزود: «این برای بسیاری از افراد و خانواده‌ها به ویژه برای زنان دردناک است و برخی را قادر ساخته است که از زیر بار مسئولیت شانه خالی کنند.»
این منجر به اعلام شروع طرح «نظام تخصصی قانونگذاری» با هدف «توسعه فضای قانونگذاری از طریق توسعه و اصلاح نظامهای حافظ حقوق، تحکیم اصول عدالت، شفافیت، حمایت از حقوق بشر، دستیابی به توسعه همه‌جانبه و رقابت جهانی از طریق ارجاعات نهادی رویه‌های عینی واضح شد»

#### نظام قانونگذاری تخصصی
مطابق اظهارات محمد بن سلمان «نظام قانونگذاری تخصصی» شامل چهار پیش نویس مقررات است که عربستان سعودی در حال تهیه آنها است:
1. احوالات شخصی
2. معاملات مدنی،
3. نظام کیفری برای مجازات‌های تعزیری
4. نظام شواهد

وی گفت «موج جدیدی از اصلاحات در راه خواهد بود که پیش‌بینی پذیری قضاوت‌ها و ارتقای سطح صداقت و کارآمدی دستگاه قضایی و قابلیت اطمینان به رویه‌ها را افزایش می‌دهد و مکانیسم‌های نظارتی، رکن اساسی برای دستیابی به اصول عدالت که شفافیت در حدود مسئولیت را فرض می‌کند و به گونه‌ای است که فردگرایی در صدور احکام را محدود می‌کند. این نظام حقوقی به آخرین روندهای حقوقی و رویه‌های قضایی مدرن بین‌المللی به نحوی که مغایر با احکام شرعی نباشد متکلف است. در ضمن کشور تعهدات خود را در قبال میثاق‌ها و موافقت‌نامه‌های بین‌المللی که به آن ملحق شده است، در نظر می‌گیرد.»
در ۲۸ دسامبر ۲۰۲۱، هیئت وزیران نظام شواهد را تصویب کرد.
طبق نظام شواهد شاکی باید حق خود را ثابت کند و مدعی علیه می‌تواند منکر آن باشد و حقایق قابل اثبات مربوط به دعوی و سازنده و جایز است و قاضی با علم شخصی خود حکم نکرده و بر مبنای شواهد و دلایل حکم می‌کند.

## چشم‌انداز ۲۰۳۰
در ۲۵ آوریل ۲۰۱۶، محمد بن سلمان چشم‌انداز ۲۰۳۰ را ارائه کرد. طرح جامع اقتصادی، اجتماعی، فرهنگی و سیاسی که ورود موفق کشور به دوران پس از نفت را تضمین می‌کند. رسیدن به چشم‌انداز ۲۰۳۰ مصادف با تکمیل هشتاد پروژه غول پیکر دولتی خواهد بود که هزینه آنها از چهار میلیارد ریال سعودی تا پروژه‌هایی مثل متروی ریاض با بیش از صد میلیارد ریال سعودی است. طرح توسط شورای امور اقتصادی و توسعه تهیه و به شورای وزیران عربستان به ریاست ملک سلمان بن عبدالعزیز آل سعود ارائه شد. پس از اعلام چشم‌انداز، محمد بن سلمان از طریق شورای امور اقتصادی و توسعه، برنامه تحول ملی را در ۷ ژوئن ۲۰۱۶ و برنامه تراز مالی را در ۲۲ دسامبر ۲۰۱۶ (که هر یک از ارکان چشم‌انداز هستند) را به کابینه عربستان سعودی ارائه کرد و هر دو تصویب شدند.
هدف چشم‌انداز ۲۰۳۰، افزایش شش برابری درآمدهای غیرنفتی عربستان از حدود ۴۳٫۵ میلیارد دلار در سال به ۲۶۷ میلیارد دلار در سال و افزایش صادرات غیرنفتی از ۱۶ درصد تولید ناخالص داخلی در سال ۲۰۱۶ به ۵۰ درصد در سال ۲۰۳۰ است.
وی سه رکن برای چشم‌انداز تعیین کرده است:
1. عربستان عمق عربی و اسلامی است، مکه مکرمه و مسجد النبی مهم‌ترین اماکن مقدس مسلمانان به‌شمار می‌روند. قبله بیش از ۱٫۸ میلیارد مسلمان بر روی زمین است و چشم‌انداز باید بر این عامل متوجه باشد.[۹۴]
2. ظرفیت‌های عظیم سرمایه‌گذاری عربستان سعودی باید موتوری برای اقتصاد و منبع اضافی باشد. با این قابلیت‌ها، هدف چشم‌انداز این است که پادشاهی عربستان سعودی را به یک قدرت سرمایه‌گذاری پیشرو تبدیل کند.[۹۵]
3. موقعیت استراتژیک جغرافیایی عربستان سعودی و گذرگاه‌های آبی آن - تنگه هرمز در شرق، تنگه باب المندب در جنوب غربی، کانال سوئز در شمال غربی -این کشور را به مهم‌ترین مرکز اتصال سه قاره (آسیا، آفریقا و اروپا) تبدیل کرده است.[۹۵] در گزارشی در سال ۲۰۲۱ اعلام شد که میزان صادرات غیرنفتی کشور در سال ۲۰۲۰ به ۱۰۰ میلیارد دلار رسیده است که افزایش بیش از دوبرابر در مدت چهار سال را نشان می‌دهد.[۹۶]

## اقتدارگرایی
محمد در رأس یک حکومت سرکوبگر اقتدارگرا در عربستان سعودی قرار دارد. کنشگران حقوق بشر و حقوق زنان در عربستان سعودی به‌طور مرتب با سوءاستفاده و شکنجه از سوی حکومت مواجهند. منتقدان، روزنامه نگاران و خودی‌های سابق شکنجه و کشته می‌شوند. حکومت، مخالفان عربستانی که در خارج از این کشور به سر می‌برند را هدف قرار داده است، که معروف‌ترین ایشان جمال خاشقجی از ستون نویسان واشینگتن پست بود که توسط این حکومت به قتل رسید. محمد بازداشت دسته جمعی کنشگران حقوق بشر را به این خاطر که برای اعمال اصلاحات در عربستان سعودی لازم است توجیه کرده است.
محمد در دوره رهبری خود به‌طور فزاینده‌ای قدرت را در عربستان سعودی به انحصار خود درآورده است. او قدرت کمیته امر به معروف و نهی از منکر عربستان سعودی را به‌طور قابل توجهی کاهش داده است.

### حقوق بشر
محمد در اوایل دوره رهبری خود، در پی ترسیم چهره عربستان سعودی به عنوان کشوری بود که در حال پیاده‌سازی اصلاحات گوناگون است. گروه‌های حقوق بشری می‌گویند سرکوب در دوره تصدی او بدتر شده است. بنا به گفته گروه‌های حقوق بشری، دستگیری کنشگران حقوق بشری در دوره محمد افزایش یافته است. گزارش شده او جوخه ببر را ایجاد کرده، تیمی از سوءقصد کنندگان که به صورت یک جوخه مرگ فعالیت می‌کند، تا منتقدان عربستانی را در داخل و خارج از عربستان سعودی هدف قرار دهد. از جمله کسانی که در یک موج بازداشت‌ها در سپتامبر ۲۰۱۷ دستگیر شدند عبدالعزیز الشبیلی، از اعضای مؤسس انجمن حقوق مدنی و سیاسی سعودی؛ مصطفی الحسن، دانشگاهی و رمان‌نویس؛ و عصام الزمل، کارآفرین بودند. همچنین در آستانهٔ رفع ممنوعیت رانندگی زنان در ژوئن ۲۰۱۸، ۱۷ کنشگر حقوق زنان، از جمله کارزارگر رانندگی زنان و مخالف قیم بودن مردان لجین الهذلول که هشت تن از آنان متعاقباً آزاد شدند. هتون فاسی، دانشیار تاریخ زنان در دانشگاه ملک سعود، , نیز کمی بعد دستگیر شد.
در اوت آن سال، اسرا الغمغام کنشگر حقوق بشر و همسرش که هر دو در سال ۲۰۱۵ دستگیر شده بودند، با تهدید قانونی قطع سرشان مواجه شدند. دیده‌بان حقوق بشر هشدار داد که پرونده الغمغام «پیشینه خطرناکی» برای دیگر زنان کنشگری که در بازداشتند به جا می‌گذارد. سارا لی ویتسون اداره کننده خاورمیانهٔ دیده‌بان حقوق بشر گفت: «هر اعدامی نفرت‌انگیز است، ولی خواستار شدن مجازات مرگ برای کنشگرانی چون اسرا الغمغام که حتی به رفتار خشونت‌آمیز متهم نشده‌اند افتضاح است. هر روزه، خودکامگی پادشاهی سعودی کار تیم‌های روابط عمومی را برای چرخش خبری قصه پریان اصلاح به همپیمانان و کسب و کارهای بین‌المللی را سخت می‌کند.»." در
۲۳ آوریل ۲۰۱۹, ۳۷ نفر، که بیشتر کنشگران حقوق بشر شیعه درگیر در منازعه قطیف، بودند در یکی از بزرگ‌ترین اعدام‌های دسته جمعی این مذهب اقلیت در تاریخ این پادشاهی اعدام شدند..
در اوت ۲۰۱۹، ولید برادر لجین الهذلول اطلاع داد که به خواهرش پیشنهاد آزادی در ازای انکار سو استفاده‌های حقوق بشری مرتکب شده علیه او در زندان عربستان شده. ولید در توییتر نوشت که امنیت دولت سعودی پیشنهادی را برای لجین گذاشت تا سندی را امضا کند و در برابر دوربین ظاهر شود تا این که در زندان شکنجه و آزار جنسی شده را انکار کند. او اظهار کرد که لجین به خانواده‌اش گفته که شلاق خورده، زده شده و در صندلی الکتریکی گذاشته شده، و با مردهای ماسک پوش که او را میانه شب بیدار می‌کردند تا تهدیداتی را در سلولش با فریاد به او متوجه کنند آزار دیده. ولید نیز توییت کرد که لجین پیشنهاد مقامات سعودی را رد کرد و فوراً سند را پاره کرد.
محمد در پاسخ به انتقادات خارجی و کنشگری حقوق زنان، اصلاحات ساده‌ای را برای بهبود حقوق زنان در عربستان سعودی پیاده کرده است. او در سپتامبر ۲۰۱۷، به خواسته چند دهه‌ای جنبش رانندگی زنان عمل کرد و ممنوعیت رانندگی زنان را رفع کرد. او قوانینی را علیه برخی اجزای نظامِ وَلی عربستان سعودی، که آن نیز موضوع کارزار چند دهه‌ای کنشگران حقوق زنان بود وضع کرد. در پاسخ به کارزار ضد قیم بودن مردان، حکومت سعودی قانونی وضع کرد که به زنان بالای ۲۱ سال اجازه می‌دهد بدون اجازه ولی‌های مردشان گذرنامه بگیرند و به خارج سفر کنند. در فوریه ۲۰۱۸، برای زنان سعودی قانوناً ممکن شد که بدون اجازه یک مرد کسب و کار خود را بگشایند. بنا بر وزارت اطلاعات سعودی، تا تاریخ مارس ۲۰۱۸, مادران در عربستان مجاز شدند حضانت فرزندانشان را پس از طلاق بدون نیاز به ارائه هیچ شکایتی به دست بگیرند.
در فوریه ۲۰۱۷، عربستان نخستین زن را به ریاست تداول منصوب کرد.

## روابط خارجی

### رابطه با ایران

#### صدور انقلاب و جنگ هشت ساله
رابطه عربستان و ایران از زمان انقلاب و شعار صدور انقلاب به مناطق عربی با تنش‌های فراوانی مواجه بوده است. حمایت کشورهای منطقه از عراق در طول هشت سال جنگ، سپس تهاجم آمریکا به عراق در ۲۰۰۳ که از آن به عنوان باارزش‌ترین هدیه آمریکا به تهران یاد کردند و محمد بن سلمان گفت این یکی از «دو اشتباه بزرگی که آمریکا در منطقه مرتکب شده است.» بود.

#### حزب‌الله لبنان
سپس حزب‌الله لبنان که به گفته او بازوی ولی فقیه در لبنان است، حوادث ۷ مه ۲۰۰۸، که حزب به بیروت راهپیمایی نظامی کرد و زندگی سیاسی را مختل کرد و مداخله ایران در کشورهای عربی محسوب شد. عکس العمل کشورهای حاشیه خلیج فارس از یک سو به مداخله نظامی ایران در جنگ داخلی سوریه. سپس لشکر کشی عربستان به بحرین برای خنثی کردن آنچه تلاش ایران برای سرنگونی رژیم پادشاهی بحرین نامیده شد، وخامت روابط، چرخشی بسیار شگرف به خود گرفت و از چارچوب جنگ نیابتی بین دو کشور بیرون آمده است.

#### جنگ یمن
از زمان تأسیس جنبش انصارالله حوثی در یمن - با حمایت ایران - در سپتامبر ۲۰۱۴، پروژه کنترل اوضاع در جمهوری یمن که به عنوان امتداد شبه جزیره عربستان توصیف می‌شود، آغاز شد. مداخله نظامی بین‌المللی به رهبری عربستان سعودی در یمن برای جلوگیری از گسترش حوثی‌ها در مارس ۲۰۱۵، که اولین عملیات نظامی مستقیم عربستان برای پایان دادن به مداخله ایران در جهان عرب بود، همراه شد. محمد بن سلمان در مقام وزیر دفاع عربستان به عنوان فرماندهی نیروهای ائتلاف بین‌المللی در عملیات طوفان قاطع بر اولین حمله نظامی علیه حوثی‌ها در یمن نظارت داشت.

#### حمله به سفارت عربستان
محمد بن سلمان در آغاز سال ۲۰۱۶ با تأیید اعدام شیخ شیعه نمر باقر النمر، بر آتش تنش‌ها با روابط ایران و عربستان سعودی دمید. نیروهای حامی حکومت ایران با به آتش کشیدن سفارت عربستان سعودی در تهران به این اعدام واکنش نشان دادند. از آن زمان، روابط دیپلماتیک دو کشور قطع شده است.
در پی تشدید اختلافات بین دو طرف به دلیل آتش زدن نمایندگی‌های دیپلماتیک عربستان در ایران در ابتدای سال ۲۰۱۶، روابط دیپلماتیک دو کشور به‌طور کامل قطع شد. درست یک ماه قبل از آن، گزارشی درز یافته از سرویس اطلاعات فدرال آلمان (BND) در رسانه‌های بین‌المللی منتشر شده بود که به سیاست نظامی عربستان به رهبری محمد بن سلمان در مقابله با ایران می‌پردازد، در گزارش به عنوان «سیاست دیپلماسی محتاطانه» عربستان سعودی و «سیاست مداخله شتابزده و تکانشی» اشاره شده است. در این گزارش آمده است: «ریاض در دوران ملک سلمان، در مقابله با گسترش ایران در منطقه، تندتر شده است». و سیاست عربستان در گزارش به عنوان «عجله» توصیف شد، از سوی ناظران به «جسورتر شدن» و ابتکار عمل و رهبری در امور دفاع از منطقه عربی بدون اشاره به کشورهای غربی تعبیر شد.
به قول محمدجواد ظریف، وزیر امور خارجه ایران، سیاست جدید عربستان سعودی «بی پروا» شد.
در ایران نیز خبر انتصاب محمد بن سلمان به عنوان جانشین ولیعهد و سپس تصدی سمت ولیعهدی در عربستان با انتقاد مواجه شد و یکی از روزنامه‌های رسمی آن را اعلام جنگ علیه ایران در منطقه دانست.

#### جنگ نیابتی
محمد بن سلمان در ۳ می ۲۰۱۷ گفت: هیچ نقطه تفاهمی با رژیم ایران وجود ندارد. وقتی مشکلاتی با کشور دیگری پیش می‌آید، از جنبه‌های اقتصادی و سیاسی برای حل آن تلاش می‌کنیم، اما چگونه با ایران کنار بیاییم؟ «چگونه می‌خواهید با حکومتی کنار بیایم که در قانون اساسی آن و وصیتنامه خمینی تصریح شده است باید مسلط بر مسلمانان جهان اسلام شود و فرقه جعفری و اثنی عشری آنها در جهان منتشر شود؟ منطق آنها این است که مهدی موعود می‌آید و باید محیط مناسب برای آمدنش فراهم شود تا جهان اسلام را در دست بگیرد… رژیم ایران بیش از ۳۰ سال است که مردم خود را از توسعه محروم کرده به مرحله گرسنگی و بدی زیرساختها رسانده تا به اهداف خود برسد و ممکن نیست یک شبه هدف خود را تغییر دهد چون مشروعیت او در داخل ایران تمام می‌شود.
وی تأکید کرد که «این رژیم را در زمان رفسنجانی بیش از یکبار آزموده‌ایم و نتیجه نداد همان‌طور که با رئیس‌جمهور سابق احمدی‌نژاد در عراق و سوریه دیدیم. مؤمن دوبار از یک سوراخ گزیده نمی‌شود و ما هدف اصلی رژیم ایران یعنی رسیدن به قبله مسلمین هستیم و منتظر نخواهیم بود که جنگ در عربستان برپا شود، بلکه تلاش می‌کنیم به ایران کشیده شود.»
بن سلمان گفت: ایران بزرگ‌ترین خطر برای عربستان نیست، زیرا به گفته وی، با توجه به اینکه ارتش ایران جزو پنج ارتش قدرتمند جهان نیست، «ایران رقیب عربستان نیست». وی با بیان اینکه اقتصاد عربستان از اقتصاد ایران بزرگتر است، در پایان سخنان خود گفت: ایران با ما بسیار فاصله دارد و با عربستان برابری نمی‌کند، اما تأکید کرد: ایران بزرگ‌ترین دشمن منطقه است."
وی علی خامنه‌ای رهبر ایران را به‌خاطر «تروریسم و توسعه طلبی در کشورهای عربی» «هیتلر خاورمیانه» توصیف کرد و گفت: «جنگ بین عربستان و ایران در صورت وقوع فاجعه بزرگی خواهد بود». پ باید در سطح جهانی، با مداخله ایران در منطقه، مقابله کرد.
سعد حریری، نخست‌وزیر لبنان، استعفای خود را در یک سخنرانی تلویزیونی که در ۴ نوامبر ۲۰۱۷ از ریاض پخش شد و دلیل آن را ترس از ترور خود و دخالت ایران و حزب‌الله در امور کشورهای عربی ابراز کرد، ولی میشل عون، رئیس‌جمهور لبنان استعفای او را رد کرد. حسن نصرالله، دبیرکل حزب‌الله، گفت عربستان حریری را مجبور به استعفا کرده است ولی حریری این اتهام را رد کرد.

#### برنامه هسته‌ای
تلاش‌های ولیعهد برای هشدار نسبت به برنامه هسته‌ای ایران، مناقشه دو کشور را به مرحله پیشرفته‌ای در سطح بین‌المللی رساند.
در ۱۶ مارس ۲۰۱۸ بن سلمان در مصاحبه‌ای با شبکه سی بی اس تهدید کرد که اگر ایران بمب هسته‌ای تولید کند، عربستان برنامه هسته‌ای غیرنظامی خود را به برنامه هسته‌ای نظامی برای تولید سلاح هسته‌ای تبدیل خواهد کرد.

#### برجام
در ۲۰ مارس ۲۰۱۸ با رئیس‌جمهور آمریکا در کاخ سفید دیدار کرد و از توافق هسته‌ای ایران انتقاد کرد.
در ۲۶ مارس ۲۰۱۸ در مصاحبه با واشینگتن پست، با اشاره به برجام که به ایران اجازه می‌دهد به غنی سازی اورانیوم ادامه دهد، از ایالات متحده آمریکا خواست تا علاوه بر اینکه به ایرانی‌ها اجازه می‌دهد به تحقیق و توسعه برای تولید سوخت توسط سانتریفیوژها ادامه دهند قوانینی برای اطمینان از عدم سوء استفاده از اورانیوم غنی شده وضع کند. او گفت عربستان ۵ درصد ذخایر اورانیوم دنیا را در اختیار دارد و اگر از آن استفاده نکند مثل اینست که از نفت استفاده نکند
در ۲۸ مارس ۲۰۱۸ در مصاحبه‌ای با نیویورک تایمز، خواستار لغو فوری توافق هسته‌ای ایران و جایگزینی آن با توافقی شد که تضمین می‌کند تهران به سلاح‌های کشتار جمعی دست نخواهد یافت. او گفت ایران به‌دنبال ساخت سلاح اتمی برای جلوگیری از حمله به خود و نیز توسعه نقش منفی خود در منطقه است. او برجام را به معاهده مونیخ تشبیه کرد که مورخان آن را جرقه جنگ جهانی دوم می‌دانند، چون به آلمان نازی به رهبری آدولف هیتلر اجازه داد در اروپا گسترش یابد.
در ۹ می ۲۰۱۸ ترامپ از برجام خارج شد. به گفته ناظران، تحرکات بن سلمان با تصمیم دونالد ترامپ، که پس از سفر طولانی وی به آمریکا اتخاذ شد مرتبط بود.
مقامات ایرانی ولیعهد را متهم کردند که پشت تصمیم دونالد ترامپ بر لغو توافق هسته‌ای قرار دارد و افزودند اظهارات ولیعهد در مورد «پروژه‌های توسعه و خرابکاری ایران» در منطقه «ادعاهای بی اساس» هستند و از رهبری عربستان خواستند تا از آنچه «سرنوشت دوست و متحد خود صدام» خواندند درس بگیرد.

#### حملات حوثی‌ها به عربستان
خروج آمریکا از توافق هسته‌ای با شروع درگیری ایران و عربستان در لبنان و یمن همراه شد که حوثی‌ها با حمایت حزب‌الله حملات خود را به داخل عربستان با پهپادهای ایرانی آغاز کردند.
حملات به تأسیسات آرامکو عربستان در ۱۴ سپتامبر ۲۰۱۹ بزرگ‌ترین ضربه به عربستان سعودی بود و حوثی‌ها مسئولیت آن را برعهده گرفتند، هم دولت آمریکا و هم دولت عربستان به دخالت ایران در این حملات اشاره کردند. گزارش تیم بازرسان سازمان ملل گفت این حملات توسط حوثی‌ها صورت نگرفته و از سمت شمال (سمت ایران) صورت گرفته است. سپس قاسم سلیمانی فرمانده نیروی قدس در توییتی از حوثی‌ها که آنها را شاخه‌ای از سپاه پاسداران می‌دانست تمجید کرد.
در ۳ ژانویه ۲۰۲۰ آمریکا حمله علیه قاسم سلیمانی انجام داد و وی در مجاورت فرودگاه بین‌المللی بغداد کشته شد.

#### مذاکرات در عراق
دو کشور یک سری مذاکرات را تحت نظارت عراق آغاز کردند که دور اول آن در ۹ آوریل ۲۰۲۱ در بغداد آغاز شد. ولیعهد در ۲۷ آوریل ۲۰۲۱ گفت: «ایران کشور همسایه است که آرزوی ما این است که با آن رابطه خوبی داشته باشیم… و شرایط در ایران سخت نشود. برعکس، ما می‌خواهیم ایران موفق باشد.» با این حال، «مشکل در رفتار منفی تهران در منطقه است، چه از طریق برنامه هسته‌ای یا موشکی‌اش و چه از طریق حمایت از شبه‌نظامیان یاغی». ما به‌همراه شرکای بین‌المللی کار می‌کنیم تا راه حلی برای این مشکلات بیابیم.

### روابط با آمریکا
روابط ایالات متحده و عربستان از سال ۱۹۴۰ آغاز شده بود و «تاریخی» و «استراتژیک» توصیف می‌شود. اتحاد دو کشور از زمان جنگ جهانی دوم علیه کمونیسم و برای حفظ ثبات قیمت نفت و به منظور حفظ ایمنی میدان‌های نفتی و مسیرهای حمل و نقل نفت و همچنین با هدف تقویت ثبات اقتصادهای غربی، که سعودی‌ها در آن سرمایه‌گذاری‌های هنگفتی انجام داده‌اند، بوده است. روابط، به گفته ناظران، شاهد تنش‌های دیپلماتیک زیادی در دوران ریاست جمهوری اوباما بود. اوباما پس از مذاکرات محرمانه واشینگتن و تهران که منجر به امضای توافقنامه هسته‌ای شد، از سوی طرف‌های خلیج فارس متهم شد که به دنبال بهبود روابط ایران و آمریکا به بهای «روابط آمریکا و اعراب» است. وقتی برجام افشا شد  انتقادات گسترده‌ای را از سوی کشورهای عرب خلیج فارس به دنبال داشت. خبرگزاری رویترز در روزنامه لبنانی «دیلی استار» گزارش داد که بندر بن سلطان، معتقد است برجام به تهران اجازه می‌دهد تا بمب اتمی در اختیار داشته باشد و باعث می‌شود «خاورمیانه که در حال حاضر در فاجعه زندگی می‌کند» بی‌ثبات‌تر شود… نتیجه‌ای مشابه توافق هسته‌ای با کره شمالی را ندارد، بلکه انتظار بدتر از آن را دارد. اوباما در مصاحبه با مجله آمریکایی آتلانتیک که در آوریل ۲۰۱۶ منتشر شد، در پاسخ به سؤالی مبنی بر اینکه آیا عربستان سعودی دوست آمریکاست، گفت: موضوع پیچیده است … کشورهای عضو شورای همکاری باید ایران را در خاورمیانه شریک کنند. آنچه به عنوان چراغ سبز آمریکا به تهران تلقی می‌شد و به آن آزادی عمل داد که بدون بازدارندگی در منطقه عمل کند، و منجر به وخامت بی‌سابقه «روابط آمریکا و عربستان» شد. و تبدیل آن از رابطه‌ای «نزدیک و گرم» به نوعی یکی دیگر شد.
پس از انتخاب دونالد ترامپ به عنوان رئیس‌جمهور ایالات متحده آمریکا که بیش از یک بار اعلام کرد که می‌خواهد با گسترش ایران در خاورمیانه مبارزه کند و توافق هسته‌ای با ایران را پاره کند، روابط به حالت عادی بازگشت.
محمد بن سلمان - زمانی که معاون ولیعهد بود - اولین مقامی شد که در ۱۴ مارس ۲۰۱۷ (دو ماه پس از روی کار آمدن ترامپ) با رئیس‌جمهور آمریکا در کاخ سفید دیدار کرد، ترامپ گفت: «من فکر می‌کنم ما یک شریک قوی داریم.» دیدار این دو نفر به عنوان «نقطه عطف تاریخی در مسیر روابط دو کشور» توصیف شد.
در ۴ می ۲۰۱۷، ترامپ از باغ کاخ سفید اعلام کرد: «اولین توقف خارجی من در عربستان خواهد بود»، هواپیمای او در ۲۰ می ۲۰۱۷ برای شرکت در نشست ریاض در ریاض به زمین نشست. وی با ملک سلمان دیدار کرد و شاهد امضای توافقنامه‌هایی بین طرف‌های آمریکایی و سعودی بودند که «توافق چشم‌انداز راهبردی مشترک» با سرمایه‌گذاری بیش از ۴۰۰ میلیارد دلار نامید و آن را توافقی «تاریخی و بی‌سابقه» توصیف کرد.
در ۲۰ مارس ۲۰۱۸، محمد بن سلمان - پس از ولیعهد شدن - برای دیدار با ترامپ به کاخ سفید بازگشت و از واشینگتن خواست تا فوراً برجام را خاتمه دهد.
در ۹ می ۲۰۱۸ تصمیم ترامپ برای خروج ایالات متحده از برجام و بازگرداندن تحریم‌ها علیه ایران رخ داد.
محمد بن سلمان با جرد کوشنر (شوهر ایوانکا ترامپ) روابطی داشت که گاهی در واشینگتن به دلیل «دور زدن کانال‌های دیپلماتیک معمول» مورد انتقاد قرار می‌گرفت.

### کابینه بایدن
روابط بین عربستان و جو بایدن از زمانی که وی معاون اوباما بود، متشنج بوده است، به ویژه پس از اینکه او از یک سو آن عربستان را حامی تروریسم با آموزش، سلاح و پول خواند و از سوی دیگر رابطه آمریکا و عربستان را با اتحاد آمریکا و شوروی در دوران استالین مقایسه کرد، در پاسخ به سؤال که چرا لازم است آمریکا با عربستان برای مبارزه با داعش متحد شود با اینکه عربستان اینهمه حقوق بشر را زیر پا می‌گذارد گفت ما مجبور بودیم با استالین هم برای شکست آلمان نازی متحد شویم با اینکه می‌دانستیم او یک حرامزاده است.اینها اظهاراتی است که وی بعدها از آنها بازگشت و عذرخواهی کرد.
روابط دو کشور با امضای برجام که بایدن در دولت اوباما از طرفداران آن بود وارد تنش شدیدی شد. عربستان نارضایتی خود را از این توافق پنهان نکرد و شاهزاده بندر بن سلطان گفت که توافق به ایران اجازه می‌دهد بمب اتمی در اختیار داشته باشد و باعث می‌شود «خاورمیانه را که هم‌اکنون در فضای فاجعه‌باری به سر می‌برد و در آن ایران به بازیگر اصلی بی‌ثباتی تبدیل شده است، ویران کند».
این نزدیکی آمریکا و ایران همزمان با سفر بن سلمان به مسکو بود که طی آن وی با پوتین دیدار کرد و شش توافقنامه استراتژیک شامل توافق استفاده صلح آمیز از انرژی هسته‌ای امضا شد. روزنامه‌های سعودی نوشتند که این نزدیکی روسیه و عربستان در زمان مناسب رخ داد و تنوع اتحادهای عربستان با توجه به حرکتهای اخیر آمریکا در منطقه اجتناب ناپذیر است.
با آمدن دونالد ترامپ به کاخ سفید و خروج وی از برجام، جو بایدن در جریان مبارزات انتخاباتی ریاست جمهوری خود متعهد شد که تصمیم خروج را که بارها آن را «اشتباهی بزرگ» توصیف کرده بود، لغو کند و به برجام برگردد.
در ۲۰ نوامبر ۲۰۱۹، در جریان پنجمین مناظره حزب دموکرات در ایالت جورجیا، بایدن در پاسخ به سؤالی مبنی بر اینکه آیا به دلیل قتل جمال خاشقجی تحریم‌هایی را علیه عربستان اعمال خواهد کرد، گفت: وی معتقد است که وی به دستور بن سلمان کشته شده و صراحتاً اعلام کرد که متعهد می‌شود فروش تسلیحات به عربستان را متوقف کند، آن را مجازات کند و منزوی کند، و به هرگونه همکاری آمریکا و عربستان پایان دهد و عربستان سعودی کشوری «بدون ارزش تمدنی» است.
کمتر از یک ماه پس از مراسم تحلیف وی به عنوان رئیس‌جمهور ایالات متحده، جنیفر ساکی سخنگوی کاخ سفید در ۱۶ فوریه ۲۰۲۱ اعلام کرد که جو بایدن، قصد دارد روابط ایالات متحده با عربستان را دوباره ارزیابی کند و او مستقیماً با ملک سلمان بن عبدالعزیز بدون حضور بن سلمان ارتباط برقرار خواهد کرد.
بایدن، در مصاحبه با Univision که در ۲۷ فوریه ۲۰۲۱ پخش شد، گفت: من دیروز با پادشاه صحبت کردم نه با ولیعهد و به وضوح به او گفتم که قواعد تغییر کرده و واشینگتن تغییرات عمده‌ای را در روابط ایالات متحده و عربستان اعلام خواهد کرد. ما آنها را در قبال نقض حقوق بشر پاسخگو خواهیم دانست و مطمئن خواهیم شد که اگر آنها بخواهند با ما برخورد کنند، باید با نقض حقوق بشر برخورد کنند." بایدن به گزارش سیا دربارهٔ قتل خاشقجی اشاره کرد و گفت: گزارش وجود داشت ولی دولت گذشته (دولت ترامپ) حتی آن را منتشر نکرد. این تماس در ۲۶ فوریه ۲۰۲۱ انجام شد، روزی که بایدن به سیا دستور داد تا ارزیابی خود از قتل جمال خاشقجی، را منتشر کند.
آنتونی بلینکن، وزیر امور خارجه و جیک سالیوان، مشاور امنیت ملی، در ۶ ژوئیه ۲۰۲۱ با شاهزاده خالد بن سلمان آل سعود، معاون وزیر دفاع عربستان، چندین بار در آمریکا ملاقات کردند.
در ۲۷ سپتامبر ۲۰۲۱، بایدن، جیک سالیوان، مشاور امنیت ملی خود را برای دیدار با محمد بن سلمان، اعزام کرد و وال استریت ژورنال در۱۹ آوریل۲۰۲۲ ادعا کرد شاهزاده محمد بن سلمان پس از «فریاد زدن» بر سر مقام آمریکایی به محض اشاره به ماجرای خاشقجی گفته: «او هرگز نمی‌خواهد دوباره دربارهٔ این حادثه بحث کند وگرنه ایالات متحده باید خواسته‌های خود برای افزایش تولید نفت را فراموش کند».
با این حال، آدرین واتسون، سخنگوی شورای امنیت ملی آمریکا بحث دربارهٔ تولید نفت با شاهزاده را تکذیب کرد و خاطرنشان کرد که این دیدار شامل «فریاد زدن» نبوده و یک مقام رسانه‌ای سعودی که در سفارت عربستان سعودی در واشینگتن کار می‌کرد اینرا تأیید کرد. کاخ سفید از سعودی‌ها می‌خواست که نفت خام بیشتری تولید کنند، تا قیمت نفت را محدود کنند و تأمین مالی جنگ مسکو را تضعیف کنند. با این حال، عربستان سعودی در راستای منافع روسیه، موضع خود را تغییر نداد.
شاهزاده بن سلمان در مصاحبه‌ای با مجله آتلانتیک، که در ۳ مارس ۲۰۲۲ منتشر شد، گفت او مسلماً دستور قتل خاشقچی را نداده و این قضیه من و عربستان را ناراحت می‌کند. او گفت ماده ۱۱ اعلامیه حقوق بشر می‌گوید هرکسی بیگناه است مگر جرم او ثابت شود و در اینجا حقوق من تضییع شده است گفت که او به‌سادگی اتهام نمی‌زند که رئیس‌جمهور آمریکا از او تصویر نادرستی دارد یا نه و افزود: «این به او بستگی دارد که به مصلحت آمریکا فکر کند» آژانس آمریکایی بلومبرگ به نقل از مقامات آمریکایی گفته است که دولت جو بایدن، در حال بررسی جدیت اظهارات ولیعهد سعودی است، که صرفاً کلمات است یا تغییر واقعی در سیاست عربستان است.
پس از حمله روسیه به اوکراین، رئیس‌جمهور آمریکا از عربستان سعودی خواست تا تولید نفت خود را افزایش دهد، اما ریاض به این خواسته‌ها پاسخی نداد. وال استریت ژورنال در ۸ مارس ۲۰۲۲ مدعی شد کاخ سفید سعی کرده بود به عنوان بخشی از تلاش‌های واشینگتن برای مهار قیمت نفت، تماس‌هایی بین جو بایدن، بن سلمان و شیخ محمد بن زاید ترتیب دهد، اما «به نتیجه نرسید». چون ولیعهد عربستان و ولیعهد ابوظبی از گفتگو با رئیس‌جمهور آمریکا خودداری کردند سایمون هندرسون، مدیر برنامه انرژی و خلیج فارس در مؤسسه واشینگتن، موضع آنها را «غیرعادی» توصیف کرد و گفت: «به نظر می‌رسد بن سلمان و محمد بن زاید از واشینگتن عصبانی هستند»، اما سخنگوی شورای امنیت ملی در کاخ سفید، امیلی هورن گفته هندرسون را «منعکس کننده حقیقت» ندانست.
در ۱۵ مارس ۲۰۲۲، وال استریت ژورنال مدعی شد عربستان در حال مذاکره با چین برای فروش برخی از محصولات نفتی خود با یوآن چین است، که این را تغییر «دراماتیک» دیگری توصیف کرد که ضربه مهلکی به حاکمیت دلار آمریکا در سیستم مالی جهانی وارد می‌کند، عربستان بارها مخالفت خود را با رویکرد بایدن، به برجام و خروج آمریکا از افغانستان ابراز داشته بودند. زیرا دلار ۸۰ درصد از فروش جهانی نفت را کنترل می‌کند و ارزش تخمینی آن در سال ۲۰۲۲ به حدود ۲٫۶ تریلیون دلار می‌رسد. کنترلی که عربستان از ۱۹۷۴ زمانی که دلار را به عنوان ارز رسمی برای فروش نفت تعیین کرد درها را بروی آن باز کرد. این توافق در دوران نیکسون شامل تضمین‌های امنیتی برای پادشاهی بود و به تثبیت موقعیت جهانی دلار آمریکا به عنوان ارز غالب در بین ذخایر ارزی در سراسر جهان انجامید.
وال استریت ژورنال در ۱۹ آوریل ۲۰۲۲ گزارشی نوشت با عنوان "روابط عربستان و آمریکا چگونه به این سطح رسید؟" سپس سفر از پیش اعلام نشده یا برنامه‌ریزی شده ویلیام برنز، رئیس سیا از عربستان شروع شد. او به دور از رسانه‌ها با بن سلمان برای ترمیم روابط آمریکا و عربستان و بحث در مورد چندین زمینه، که در راس آن روابط رو به رشد عربستان و چین در جنبه‌های اقتصادی و نظامی است، دیدار کرد. گزارش آن را وال استریت ژورنال در ۳ می ۲۰۲۲ منتشر کرد.

## فعالیت‌های اجتماعی و خیریه
محمد بن سلمان یک بنیاد خیریه به نام خود تأسیس کرده است بنام بنیاد خیریه محمد بن سلمان یا «خیریه مسک» که ریاست هیئت مدیره آن را بر عهده دارد و هدفش حمایت از توسعه پروژه‌های نوظهور و تشویق خلاقیت در جامعه عربستان است. وی همچنین دارای مناصب خیریه زیر هست:
- ریاست هیئت مدیره انجمن مدارس ریاض
- معاون و رئیس کمیته اجرایی انجمن مسکن خیریه ملک سلمان
- ریاست هیئت مدیره مرکز جوانان ملک سلمان
- عضو هیئت امنای مؤسسه خیریه بن باز
- عضو شورای عالی هماهنگی انجمن‌های خیریه ریاض
- عضو هیئت مدیره جامعه البر ریاض
- اولین رئیس افتخاری انجمن مدیریت عربستان در دوره (۱۴۳۵ق - ۱۴۳۷ هجری قمری).
- عضو افتخاری انجمن ملی پیشگیری از مواد مخدر
- رئیس افتخاری انجمن صنایع دستی
- یکی از بنیانگذاران انجمن خیریه بن باز برای تسهیل ازدواج و رسیدگی به خانواده[۱۷۳][۱۷۴]

## دیدگاه‌ها
بن سلمان اسلام واقعی را دین میانه‌رو و کثرت گرا می‌داند که نسبت به همه ادیان و فرهنگها و عقاید مردمان دنیا گشوده است. وی جداسازی جنسیتی را برخلاف سنت جامعه نبوی می‌داند که در آن مردان و زنان در جامعه مشارکت داشته‌اند.
او گفته که انقلاب اسلامی ایران به گسترش تندروی دینی در عربستان سعودی و منطقه منجر شد. او افزود: «ما در آن زمان نمی‌دانستیم چگونه با این پدیده مقابله کنیم و این مسئله به سراسر جهان گسترش یافت.» وی تأکید کرد که اکنون زمان بازگشت به «اعتدال دینی» و پایان‌دادن به این وضعیت فرا رسیده است.
وی در سال ۲۰۱۶ از طریق مجلس اختیار دستگیری و بازجویی افراد را از کمیته امر به معروف و نهی از منکر عربستان (گشت ارشاد عربستان) سلب کرد. از آن پس این کمیته فقط می‌تواند با مهربانی به افراد تذکر بدهد و در صورت ادامه تخلفات بزرگ مشخصات آنها را به پلیس گزارش کند.
او در آوریل ۲۰۲۱ گفت که حکومت سعودی خود را محدود به یک مکتب فقهی (وهابیت) یا یکی از علما نمی‌کند چون اینکار قداست بخشی به یک انسان و بستن باب اجماع است.
بن سلمان با ارائه چشم‌انداز ۲۰۳۰ عربستان سعودی قصد خود برای بی‌نیاز کردن عربستان سعودی از درآمد نفت از طریق افزایش صادرات غیرنفتی و افزایش سرمایه‌گذاری و اشتغال و استفاده از موقعیت استراتژیک جغرافیایی به‌عنوان پل بین سه قاره تا سال ۲۰۳۰ را اعلام کرد.

## زندگی شخصی
او از تنها همسرش پنج فرزند، دو دختر و سه پسر دارد.
وی برخلاف بسیاری از دیگر مردان در این کشور، بنا به گفته خودش، تک‌همسری را برگزیده است.
محمد بن سلمان زندگی تجملاتی داشته است. در یک مورد، او یک قایق ساخت ایتالیا به نام سرین را به مبلغ ۵۰۰ میلیون دلار از یک ثروتمند روسی خرید.
محمد در سراسر جهان سفرهای زیادی داشته و با سیاستمداران، رهبران کسب و کار و ابرستاره‌ها دیدار کرده است. او در ژوئن ۲۰۱۶ با سفر به دره سیلیکون با شماری از شخصیت‌های برجسته فناوری آمریکا از جمله مارک زاکربرگ دیدار کرد.
پرتره عیسی مسیح اثر لئوناردو داوینچی که ماه نوامبر ۲۰۱۷، به قیمت باورنکردنی ۴۵۰ میلیون دلار در نیویورک به فروش رسید، توسط محمد بن سلمان خریداری شده بود.